# Pero corata
Pero corata är en fjärilsart som beskrevs av William Schaus 1901. Pero corata ingår i släktet Pero och familjen mätare. Inga underarter finns listade i Catalogue of Life.